# 신범철 (축구인)
신범철(申凡喆, 1970년 9월 27일 ~ )은 대한민국의 전 축구 선수 및 지도자이다.

## 클럽 경력
1993년 대우 로얄즈 소속으로 프로축구 선수 경력을 시작하였다.

## 국가대표팀 경력
1992년 바르셀로나 올림픽 본선, 1993년에 벌어진 1994년 미국 월드컵 아시아 지역 예선, 1994년 히로시마 아시안게임에 출전했다.
특히, 1994년 미국 월드컵 아시아 지역 예선에서는 유력한 주전 골키퍼였던 차상광이 1993년 5월 6일 훈련 도중 발목 인대가 늘어나는 부상을 당하여   출전이 불가피해져 8경기 모두 출전했고 당시 1실점만 허용했다.

### 지도자 경력
인천 유나이티드 FC와 FC 서울을 거쳐 두 번째 소속팀이었던 수원 삼성 블루윙즈의 GK 코치를 맡았다. 그 후, 장쑤 쑤닝의 GK 코치로 맡다가, 2019 시즌 전남 드래곤즈의 GK 코치에 부임하였다.

## 수상 내역

### 개인 수상
부산 대우 로얄즈
- K리그 베스트 11 수상 1회 : 1997

## 참고 자료
- 나의 선수 시절 신범철,“눈물 흘리면서도 운동했던 기억 생생[깨진 링크(과거 내용 찾기)]

1. ↑  연합 (1993년 5월 8일). “<월드컵축구亞洲예선>한국 對바레인전 필승 결의”. 연합뉴스. 2024년 1월 21일에 확인함.
2. ↑  박동근 (2000년 7월 24일). “[프로축구] 하리-신범철·류옹렬 현금없이 1대2 맞트레이드”. 국민일보. 2019년 7월 5일에 확인함.